# Sinocyclocheilus
Sinocyclocheilus är ett släkte av fiskar. Sinocyclocheilus ingår i familjen karpfiskar.

## Dottertaxa tillSinocyclocheilus, i alfabetisk ordning[1]
- Sinocyclocheilus albeoguttatus
- Sinocyclocheilus altishoulderus
- Sinocyclocheilus anatirostris
- Sinocyclocheilus angularis
- Sinocyclocheilus angustiporus
- Sinocyclocheilus anophthalmus
- Sinocyclocheilus aquihornes
- Sinocyclocheilus biangularis
- Sinocyclocheilus bicornutus
- Sinocyclocheilus brevibarbatus
- Sinocyclocheilus brevis
- Sinocyclocheilus broadihornes
- Sinocyclocheilus cyphotergous
- Sinocyclocheilus donglanensis
- Sinocyclocheilus furcodorsalis
- Sinocyclocheilus grahami
- Sinocyclocheilus guangxiensis
- Sinocyclocheilus guilinensis
- Sinocyclocheilus guishanensis
- Sinocyclocheilus huangtianensis
- Sinocyclocheilus huaningensis
- Sinocyclocheilus hugeibarbus
- Sinocyclocheilus hyalinus
- Sinocyclocheilus jii
- Sinocyclocheilus jiuchengensis
- Sinocyclocheilus jiuxuensis
- Sinocyclocheilus lateristriatus
- Sinocyclocheilus liboensis
- Sinocyclocheilus lingyunensis
- Sinocyclocheilus longibarbatus
- Sinocyclocheilus longifinus
- Sinocyclocheilus luopingensis
- Sinocyclocheilus macrocephalus
- Sinocyclocheilus macrolepis
- Sinocyclocheilus macrophthalmus
- Sinocyclocheilus macroscalus
- Sinocyclocheilus maculatus
- Sinocyclocheilus maitianheensis
- Sinocyclocheilus malacopterus
- Sinocyclocheilus microphthalmus
- Sinocyclocheilus multipunctatus
- Sinocyclocheilus oxycephalus
- Sinocyclocheilus purpureus
- Sinocyclocheilus qiubeiensis
- Sinocyclocheilus qujingensis
- Sinocyclocheilus rhinocerous
- Sinocyclocheilus robustus
- Sinocyclocheilus tianeensis
- Sinocyclocheilus tianlinensis
- Sinocyclocheilus tileihornes
- Sinocyclocheilus tingi
- Sinocyclocheilus wumengshanensis
- Sinocyclocheilus xunlensis
- Sinocyclocheilus yangzongensis
- Sinocyclocheilus yaolanensis
- Sinocyclocheilus yimenensis
- Sinocyclocheilus yishanensis